# Випніха
Випніха (пол. Wypnicha) — село в Польщі, у гміні Міхів Любартівського повіту Люблінського воєводства.
Населення — 215 осіб (2011).

## Демографія
Демографічна структура станом на 31 березня 2011 року:
|          | Загалом | Допрацездатний вік | Працездатний вік | Постпрацездатний вік |
| -------- | ------- | ------------------ | ---------------- | -------------------- |
| Чоловіки | 111     | 27                 | 64               | 20                   |
| Жінки    | 104     | 21                 | 48               | 35                   |
| Разом    | 215     | 48                 | 112              | 55                   |